# FC Barcelona 2–8 FC Bayern München

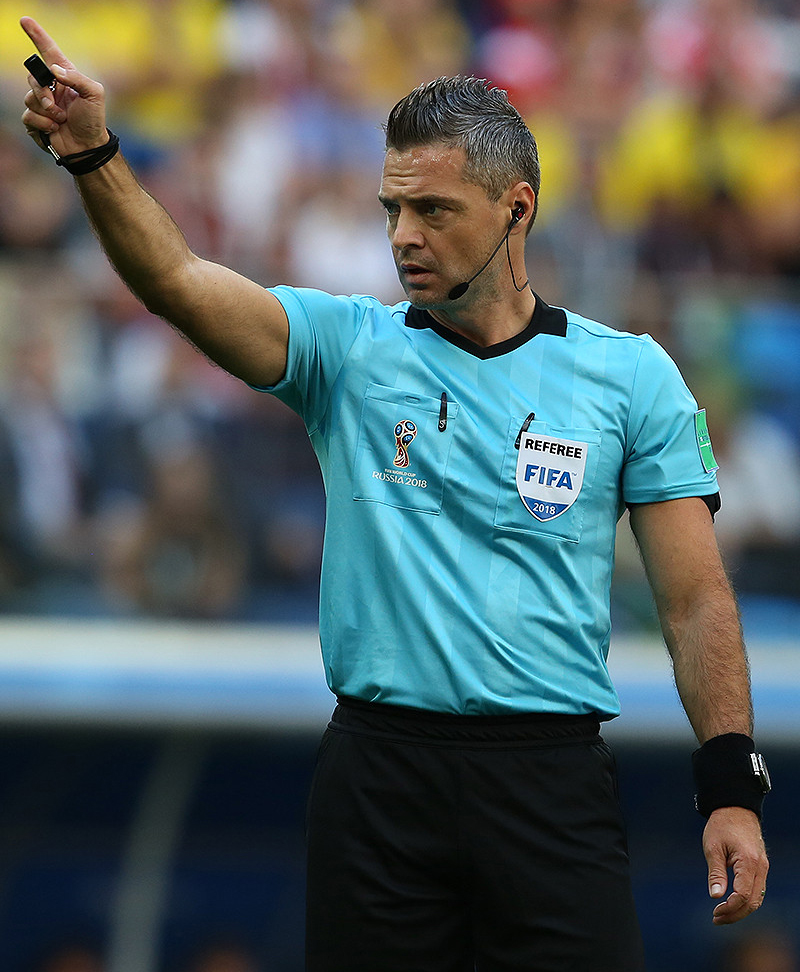
O árbitro esloveno Damir Skomina, comandou a partida.

A partida entre FC Barcelona e FC Bayern München, válida pelas quartas de finais da Liga dos Campeões da UEFA de 2019–20, foi disputada no dia 14 de agosto de 2020, no Estádio da Luz, em Lisboa, Portugal. Bayern goleou o Barcelona por 8–2, sendo a pior derrota do clube catalão desde 1951, quando eles perderam por 6–0 para o Espanyol na La Liga de 1950–51. Foi também a primeira vez que eles sofreram oito gols em uma partida desde 1946, quando perderam para o Sevilla por 8–1, na Copa del Generalísimo de 1946.
A partida causou muita polêmica e indignação por parte da torcida do clube catalão, a mesma recebeu seus jogadores com vaias e pichações. O então técnico Quique Setién foi demitido e especulações sobre a saída de Lionel Messi surgiram.

## Antecedentes
Confrontos anteriores entre Barcelona e Bayern foram difíceis e desde da edição da Liga dos Campeões de 2008–09, 21 gols haviam acontecido no encontro.

### História
Foi a quarta vez que os dois times se enfrentaram no mata-mata de Liga dos Campeões e a quinta vez, no geral, desde 1998. Barcelona ganhou por 5–1 no agregado nas quartas de finais da edição 2008–09 e foi campeão da mesma. Nas semifinais de 2012–13, Bayern ganhou por 7–0 no agregado e também foi campeão. Nas semifinais de 2014–15, Barça ganhou por 5–3 no agregado, com atuações memoráveis de Lionel Messi e Neymar e também levantou a "orelhuda".

### Caminhos até a partida
Ambos os times foram primeiros colocados de seus respectivos grupos. Barcelona enfrentou Borrussia Dortmund, Inter de Milão e Slavia Praga, venceu quatro jogos e empatou dois, enquanto o Bayern enfrentou e venceu todos os jogos contra Tottenham, Olympiacos e Estrela Vermelha, marcando 24 gols e sendo o melhor ataque. 
Barcelona venceu o Napoli, nas oitavas de final por 4–2 no agregado, enquanto Bayern venceu o Chelsea por 7–1 no agregado, com a partida de volta de ambos os clubes sendo jogada com os portões fechados devido a pandemia de COVID-19.

## Partida

### Resumo
A partida foi disputada em 14 de agosto de 2020 no Estádio da Luz em Lisboa, num jogo único em campo neutro, devido a decisão da UEFA de finalizar a temporada da Liga dos Campeões de 2019–20 e a Liga Europa de 2019–20, que foi interrompida em março devido a pandemia de COVID-19. O Estádio da Luz e o Estádio José Alvalade, ambos de Lisboa, foram escolhidos como campos neutros da fase final da competição, com o jogo final sendo disputado no Estádio da Luz.

#### Primeiro tempo

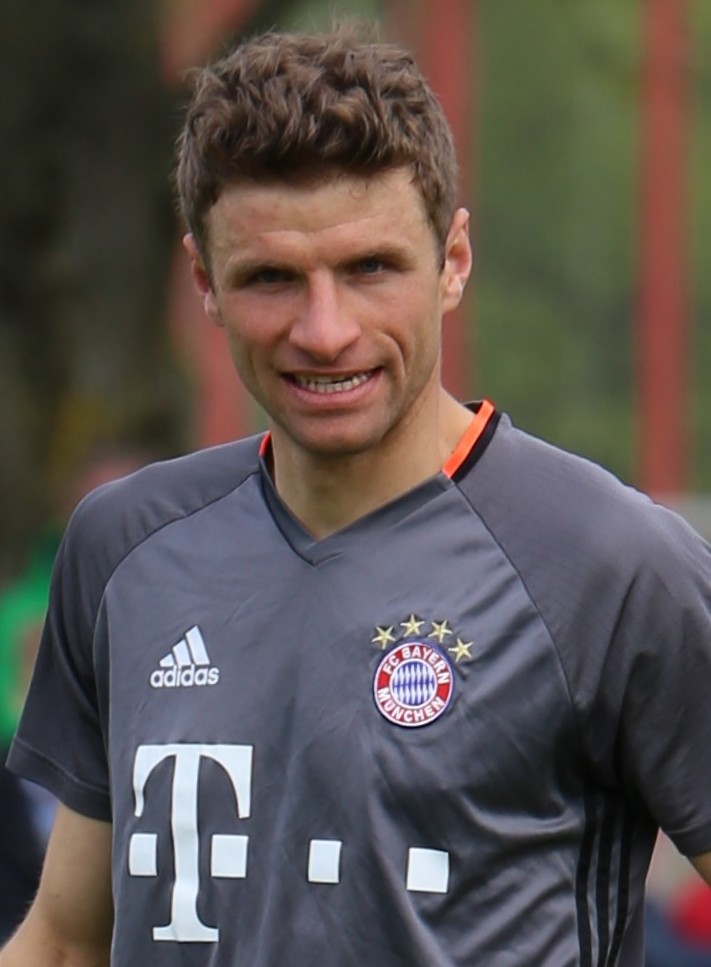
Thomas Müller foi eleito o Homem do Jogo.

Nos primeiros dez minutos, Thomas Müller marcou o primeiro gol do Bayern após uma tabela com Robert Lewandowski, com a defesa do Barcelona falhando em pará-los. Contudo, após cruzamento de Jordi Alba, David Alaba, na tentativa de cortar o cruzamento, fez um gol contra, o primeiro gol do Barça. Pouco depois, Barcelona perdeu duas grandes chances, a primeira após a tentativa de Luis Suárez, que foi salva por Manuel Neuer e outra quando Lionel Messi, em um chute não intencional, acertou a trave.
Os minutos seguintes tiraram o Barcelona da disputa, com Ivan Perišić acertando um chute cruzado e fazendo segundo gol do Bayern aos 21 minutos. Serge Gnabry marcou o terceiro, após um lançamento de Leon Goretzka aos 27 minutos, e Müller marcou o quarto, após um cruzamento de Joshua Kimmich.

#### Segundo tempo
Após driblar o zagueiro ao receber um lançamento de Jordi Alba, Suárez marcou o segundo e último gol do Barça aos 57 minutos. Pouco depois, após uma jogada individual de Alphonso Davies, Kimmich marcou o quinto para os alemães, aos 63 minutos. Bayern marcou seus últimos três gols nos últimos dez minutos da partida, com o primeiro deles sendo aos 82 minutos, do artilheiro da competição, Lewandowski, após jogada de Phillippe Coutinho, que tinha acabado de entrar. O próprio Coutinho, que pertencia ao Barcelona e estava emprestado aos alemães, marcou os últimos dois gols da partida. O primeiro, após um chute de direita dentro da área nos 85 minutos. O seu segundo e último do jogo, foi de perna esquerda, na pequena área aos 89 minutos, que confirmou a pior derrota do Barcelona dos últimos 69 anos.

### Detalhes
| 14 de agosto de 2020 | Barcelona                    | 2–8       | Bayern München                                                                                | Estádio da Luz, Lisboa            |
| 16:00 (UTC−3)        | Alaba 7' (g.c.) · Suárez 57' | Relatório | Müller 4', 31' · Perišić 22' · Gnabry 28' · Kimmich 63' · Lewandowski 82' · Coutinho 85', 89' | Público: 0 Árbitro: Damir Skomina |

| Barcelona | Bayern München |

|                |    |                       |       |     |
|                |    |                       |       |     |
| GR             | 1  | Marc-André ter Stegen |       |     |
| LD             | 2  | Nélson Semedo         |       |     |
| ZG             | 3  | Gerard Piqué          |       |     |
| ZG             | 15 | Clément Lenglet       |       |     |
| LE             | 18 | Jordi Alba            | 58'   |     |
| MD             | 20 | Sergi Roberto         |       | 46' |
| VL             | 5  | Sergio Busquets       |       | 70' |
| VL             | 21 | Frenkie de Jong       |       |     |
| ME             | 22 | Arturo Vidal          | 90+2' |     |
| AT             | 10 | Lionel Messi          |       |     |
| AT             | 9  | Luis Suárez           | 54'   |     |
| Substituições: |    |                       |       |     |
| MD             | 17 | Antoine Griezmann     |       | 46' |
| ME             | 31 | Ansu Fati             |       | 70' |
| Treinador:     |    |                       |       |     |
| Quique Setién  |    |                       |       |     |

|                   |    |                    |     |     |
|                   |    |                    |     |     |
| GR                | 1  | Manuel Neuer       |     |     |
| LD                | 32 | Joshua Kimmich     | 85' |     |
| ZG                | 17 | Jérôme Boateng     | 43' | 76' |
| ZG                | 27 | David Alaba        |     |     |
| LE                | 19 | Alphonso Davies    | 52' | 83' |
| VL                | 18 | Leon Goretzka      |     | 83' |
| VL                | 6  | Thiago Alcântara   |     |     |
| MD                | 22 | Serge Gnabry       |     | 76' |
| MA                | 25 | Thomas Müller      |     |     |
| ME                | 14 | Ivan Perišić       |     | 67' |
| AT                | 9  | Robert Lewandowski |     |     |
| Substituições:    |    |                    |     |     |
| ME                | 29 | Kingsley Coman     |     | 67' |
| ZG                | 4  | Niklas Süle        |     | 76' |
| MD                | 10 | Philippe Coutinho  |     | 76' |
| LE                | 21 | Lucas Hernández    |     | 83' |
| VL                | 24 | Corentin Tolisso   |     | 83' |
| Treinador:        |    |                    |     |     |
| Hans-Dieter Flick |    |                    |     |     |

| Homem do Jogo: Thomas Müller (Bayern München) Bandeirinhas: Jure Praprotnik (Eslovênia) Robert Vukan (Eslovênia) Quarto árbitro: Artur Soares Dias (Portugal) VAR: Massimiliano Irrati (Itália) Árbitro assistente do VAR: Marco Guida (Itália) | Regras de jogo - 90 minutos - 30 minutos de prorrogação em caso de empate - Disputa por pênaltis se o empate persistir - Doze substitutos - Máximo de cinco substituições, com seis permitidos na prorrogação |

### Estatísticas
| Estatísticas      | Barcelona | Bayern München |
| ----------------- | --------- | -------------- |
| Gols marcados     | 2         | 8              |
| Chutes totais     | 7         | 26             |
| Chutes ao gol     | 5         | 13             |
| Defesas           | 5         | 4              |
| Posse de bola     | 49%       | 51%            |
| Escanteios        | 6         | 9              |
| Faltas cometidas  | 13        | 22             |
| Impedimentos      | 4         | 2              |
| Cartões amarelos  | 3         | 3              |
| Cartões vermelhos | 0         | 0              |